# Hafen Giurgiulești
Der Internationale Freihafen Giurgiulești (rumänisch Portul Internațional Liber Giurgiulești) ist ein Freihafen am 460 Meter langen Donauzugang der Republik Moldau.
Es ist der größte Hafen sowie der südlichste Punkt des Landes und liegt im Rajon Cahul bei der Ortschaft Giurgiulești im Dreiländereck Moldau–Rumänien–Ukraine an der Mündung des Pruth in die Donau an deren Nordufer bei Flusskilometer 133,8.

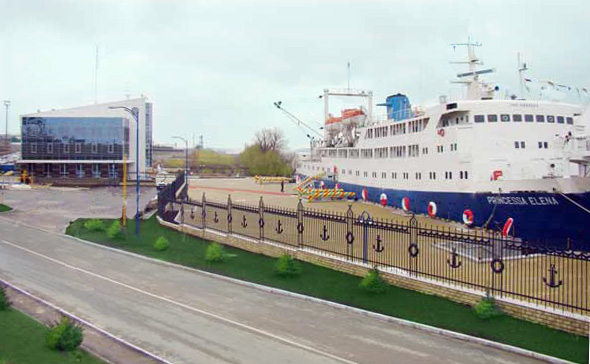
Die Princessa Elena angedockt im Hafen von Giurgiuleşti

Der von einer niederländischen Firma betriebene Hafen mit Öl-, Stückgut- und Passagierterminal ist der einzige Zugang Moldaus über einen schiffbaren Wasserweg zu einem Meer und ist für Seeschiffe mit bis 7 m Tiefgang zugänglich. Er ist daher ein wichtiges Logistikzentrum an der Grenze zur EU mit einer guten Verkehrsinfrastruktur. 2014 hatte der Hafenbetreiber 466 Mitarbeiter.
Der Donauhafen der rumänischen Stadt Galați liegt einige Kilometer flussaufwärts, der der ukrainischen Stadt Reni einige Kilometer flussabwärts.